# Bīsalpur
Bīsalpur (engelska: Bisalpur) är en ort i Indien.   Den ligger i distriktet Pīlībhīt och delstaten Uttar Pradesh, i den norra delen av landet, 260 km öster om huvudstaden New Delhi. Bīsalpur ligger 172 meter över havet och antalet invånare är 68 355.
Terrängen runt Bīsalpur är mycket platt. Runt Bīsalpur är det tätbefolkat, med 636 invånare per kvadratkilometer. Bīsalpur är det största samhället i trakten. Trakten runt Bīsalpur består till största delen av jordbruksmark.